# Keçe

Janitscharen mit Keçe

Keçe (osmanisch كچه ‚Filz‘) war eine den Kopfbedeckungen der Derwische nachgemachte Mütze der osmanischen Eliteeinheit der Janitscharen. Ihr Name entspricht dem türkischen Wort für Filz, da sie aus diesem Material besteht. Das Innere der Keçe war mit Sägemehl gefüllt.